# 本杰明·西利曼
班傑明·西利曼（1779年8月8日—1864年11月24日）是美國最早的科學教授之一。
西利曼出生於美國康乃狄格州的北斯特拉福特，之後在耶魯學院求學，並分別在1796年和1799年獲得了學士和碩士學位。1798年到1799年，他師從Simeon Baldwin，學習法律，並且在1799年－1802年在耶魯擔任助教，1802年轉為正式教職。當時耶魯大學校長Timothy Dwight四世提議由他講授化學和自然歷史，並提供給他新的教授職位。
西利曼在費城同James Woodhouse教授學習化學，並在1804年在耶魯大學講授了第一堂化學課。1805年他旅行至爱丁堡大学進行進一步的深入學習。
回到紐黑文後，他研究了當地的地質，並對在康乃狄格州Weston附近發現的隕石作了化學分析，並依此發表了美國最早的隕石研究方面的論文。1808年他繼續在耶魯大學講學和從事研究，並陸續發現了許多元素的基本性質。作為耶魯大學的榮譽教授，他在耶魯講授地質學直到1855年；1854年他發明了石油的分餾法。
西利曼反對奴隸制，並是林肯的支持者。他曾經是美國科學進步協會的會員。他創辦了《美國科學學刊》（American Journal of Science），並且被美國國會提名為美國科學院院士。

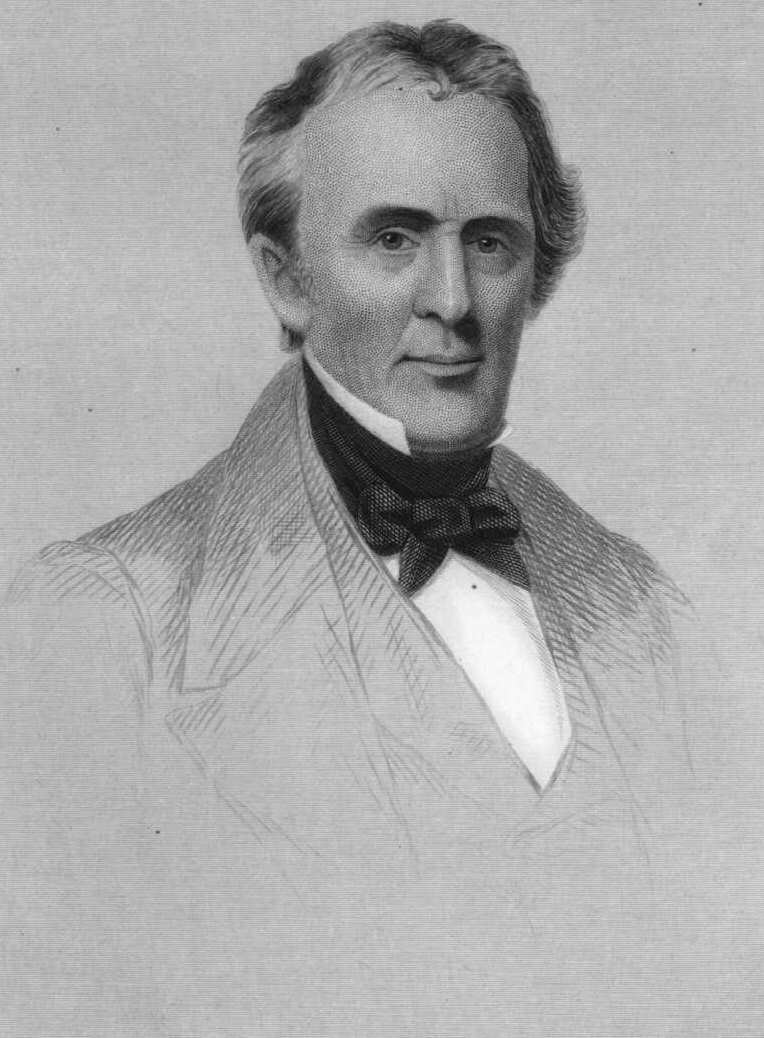
本傑明·西利曼

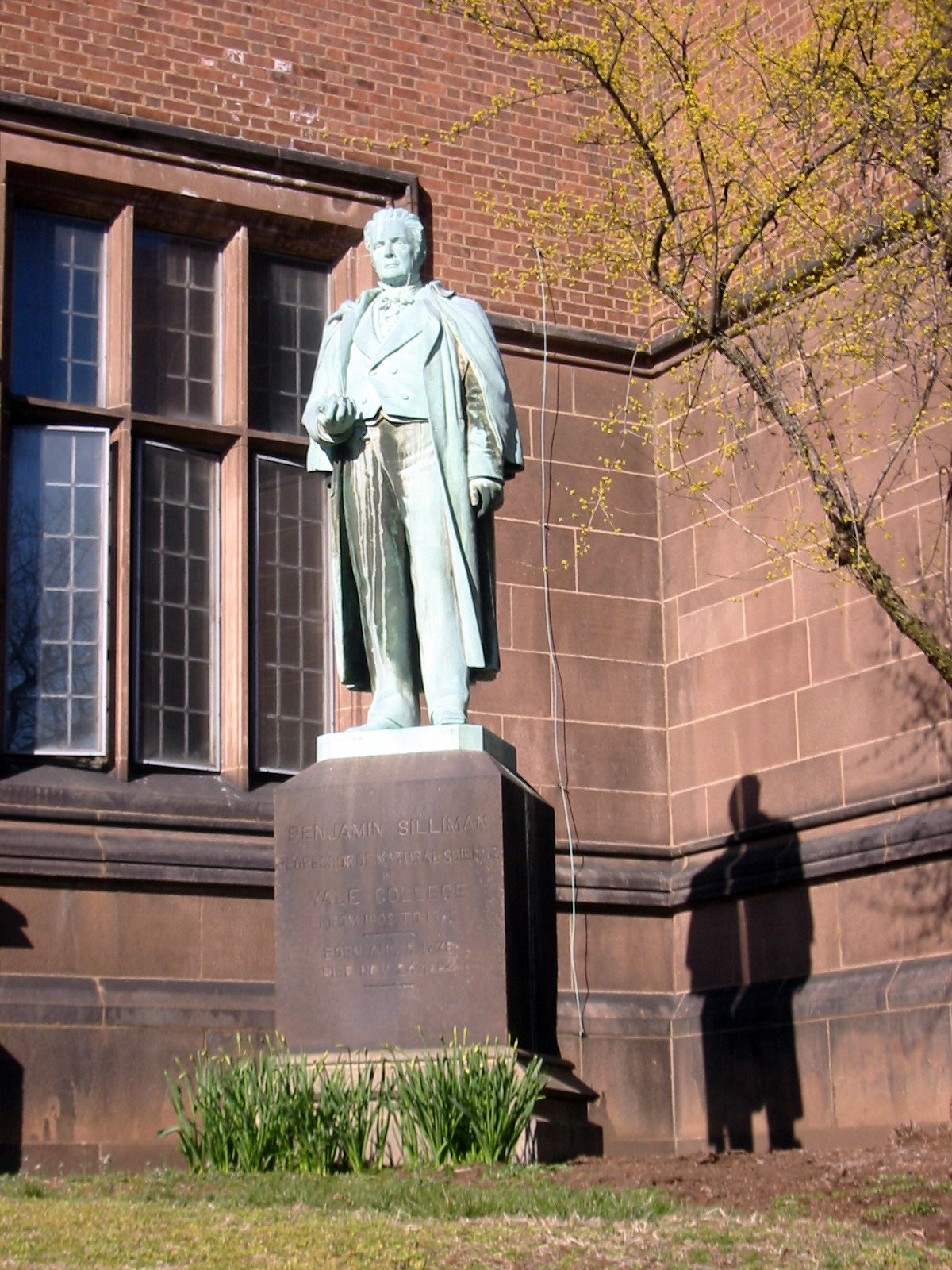
耶魯大學史德林化學實驗室外的西利曼塑像

他的首次婚姻是在1809年9月17日與康州州長Jonathan Trumbull, Jr.的女兒Harriet Trumbull結婚。而Jonathan Trumbull, Jr.的父親Jonathan Trumbull, Sr. 也曾任康州州長，並且是美國獨立革命的英雄。西利曼和他的妻子育有4個子女。其中他的兒子小本傑明·西利曼（Benjamin Silliman, Jr.）後來也在耶魯大學擔任化學教授。
他的第二次婚姻是在1851年與Sarah Isabella (McClellan) Webb夫人結婚。
他逝於紐黑文。
耶魯大學的一個住宿學院以他的名字命名，稱為西利曼學院（Silliman College），在耶魯大學的史德林化學實驗室外也有他的塑像。